# Ben Hur (film fra 1907)
 For alternative betydninger, se Ben Hur. (Se også artikler, som begynder med Ben Hur)
Ben Hur er en amerikansk stumfilm fra 1907 af Sidney Olcott og Frank Oakes Rose.

## Medvirkende
- Herman Rottger – Ben Hur
- William S. Hart – Messala